# Firs Park
Ne doit pas être confondu avec Fir Park Stadium.
Le Firs Park est un ancien stade de football construit en 1921 et fermé en 2008, et situé à Falkirk.

## Histoire
Pendant toute son histoire, sauf lors de la saison 1964-64, il est le stade de l'équipe d'East Stirlingshire. 
Ils y ont emménagé en 1921, après avoir joué au Merchiston Park (en) de Bainsford qu'ils ont dû quitter car le stade allait être détruit pour construire une voie ferrée. Le club a alors acheté des terrains vagues et y a fait construire son nouveau stade, appelé Firs Park du nom de la rue Firs Street où il est situé.
Le premier match au Firs Park voit la réception de Hearts. Peu après son ouverture, le record d'affluence est établi le 21 février 1921, lors d'un match du troisième tour de la Coupe d'Écosse contre Partick Thistle avec 12 000 spectateurs. Depuis lors, le nombre de places disponibles a diminué dû aux nouvelles normes de sécurité.
En 1964, le club décida, contre l'avis des fans, de fusionner avec Clydebank pour former East Stirlingshire Clydebank. Le club joua alors à Kilbowie Park, ce qui eut pour effet de laisser Firs Park fermé pendant quelque temps. La bataille juridique lancée par les supporteurs se termina par le retour du club au Firs Park et par la séparation des deux clubs, avec East Stirlingshire qui revient officiellement en 1965.
La tribune principale a été remplacée en 1992 mais les coûts élevés des devis effectués en vue de mettre le stade aux normes eurent raison de l'aventure du Firs Park. Le club décida de le fermer à la fin de la saison 2007-08 avec un dernier match de championnat conclu par une victoire 3-1 contre Montrose. Le tout dernier match a eu lieu le 15 juillet 2008 pour un match amical de gala contre St Johnstone.

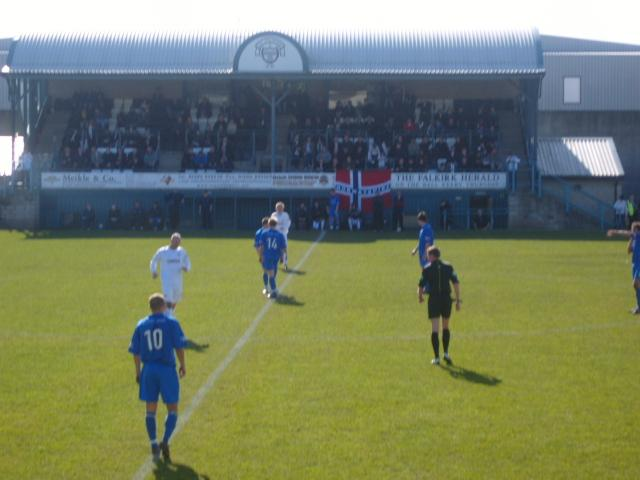
Le Firs Park lors du dernier match, le 15 juillet 2008 contre St Johnstone.

Depuis la fermeture du Firs Park, le club partage Ochilview Park avec Stenhousemuir, dans l'attente de la construction d'un nouveau stade. Le Firs Park a été définitivement démoli en janvier 2012.

### Cynodrome pour lévriers
Des courses de lévriers indépendantes ont lieu au stade du 29 octobre 1930 au 13 mai 1933. La fin des courses au stade est finalement due à l'ouverture de deux autres circuits non loin du Firs Park, à l'hippodrome de Brockville Greyhound, et au parc de Brockville,.